# Persema Malang
Persatuan Sepak Bola Malang, beter bekend als Persema Malang, is een Indonesische voetbalclub uit Malang. De club werd opgericht op 20 juni 1953. De thuisbasis van Persema Malang is het Gajayana-stadion. De traditionele uitrusting van de Dua Singa bestaat voornamelijk uit een rood tenue.

## Geschiedenis
De club is officieel opgericht op 20 juni 1953 met een begroting die door de gemeente gefinancierd werd.

### Tumultueuze tijden
In tumultueuze tijden waarin het Indonesisch voetbal was vergeven van vreemde verwikkelingen en corruptie, trokken diverse clubs — waaronder Persema Malang — zich in 2010 massaal terug uit de Super League en werd de commerciële en onafhankelijke Liga Primer opgericht. Persema speelde niet onverdienstelijk, maar wanneer de oude competitie van de PSSI weer leidend wordt, wordt Persema Malang het slachtoffer van voetbalpolitieke toestanden en daardoor vanaf 2013 uitgesloten van competitievoetbal. Belangrijke spelers zoals Irfan Bachdim, Kim Kurniawan en Émile Mbamba gingen een voor een weg.
Na een tweede plaats in 2011, behaalde Persema een achtste plaats in 2012 en een veertiende plaats in 2013, waarna de club werd uitgesloten van competitievoetbal.

### Terugkeer in de competitie
In 2016 werd gewerkt aan een herstart en voormalig trainer van stadsgenoot Arema Iwan Setiawan werd alvast aangesteld als hoofdtrainer, met Dedi Ismawan en Yericho Christiantoko als voornamelijke versterkingen voor de nieuwe selectie.
De club werd officieel heropgericht als Persema 1953 en in 2017 weer toegelaten in de competities van de PSSI, waar de club een plek kreeg in de Liga Nusantara, het derde niveau van het voetbal in Indonesië. Bij haar terugkeer in de competitie kwam Persema 1953 niet verder dan de groepsfase van de Oost-Javaanse competitie, dat geldt als voorronde voor de nieuwe nationale Liga 3. In november 2018 kwalificeerde Persema 1953 zich met de tweede plaats in de Oost-Javaanse competitie wel voor de nationale ronde van de Liga 3. In de eerste ronde werd Persema 1953 echter in december al uitgeschakeld in de groepsfase.

## Imago
Persema was in het begin van de jaren 2010 populair als de Indonesische club met zijn Europese banden. De Duitse voetbaltrainer Timo Scheunemann, die zowel Javaans als Indonesisch sprak, was voor twee seizoenen hoofdtrainer van Persema en haalde onder meer de Nederlandse Irfan Bachdim en de Duitse Kim Kurniawan naar de voetbalclub uit Malang. Zij groeiden uit tot internationals en zorgden ervoor dat de club in de belangstelling stond. Met Scheunemann, Bachdim en Kurniawan behaalde Persema een tweede plaats, de laatste hoge positie voor de club tot dusver. De club wilde het netwerk uitbreiden en zich versterken met Jordi van Gelderen, maar door voetbalpolitieke verwikkelingen in Indonesië kon de club haar ambities niet langer voortzetten.

## Bekende (oud-)spelers
| Indonesiërs - Jaya Angga - Irfan Bachdim - Ahmad Bustomi - Kim Kurniawan - Joko Ribowo - Bima Sakti - Harry Saputra - Siswanto - Leonard Tupamahu |  | Brazilianen - Fabrício Bastos - Cauê Benicio - Jairon Andere nationaliteiten - Robert Gaspar - Franco Hita - Deniss Kačanovs - Émile Mbamba - Joe Nagbe |

Arema ·
Bali United ·
Barito Putera ·
Bhayangkara ·
Borneo ·
Kalteng Putra ·
Madura United ·
Persebaya Surabaya ·
Persela ·
Perseru ·
Persib ·
Persija ·
Persipura ·
PSIS Semarang ·
PSM ·
PSS Sleman ·
Semen Padang ·
PS-TIRA ·